# 石普 (元朝)
石普（？—1354年），字元周，元朝徐州人。
元顺帝至正五年（1345年）中进士，授为国史院编修官，改经正监经历。至正十二年（1352年），石普被举荐，跟随丞相脱脱镇压徐州芝麻李等。立功升为兵部主事、枢密院都事。镇守淮安。张士诚占据高邮，他向丞相面陈围剿之策。他自请率步兵赴高邮镇压张士诚。至正十四年（1354年），他在宝应县被张士诚围攻，其他各路元军临阵畏怯，没有援救，他受伤落马，被敌军用枪刺死。